# Colostygia marinensis
Colostygia marinensis là một loài bướm đêm trong họ Geometridae.